# Viggarbach

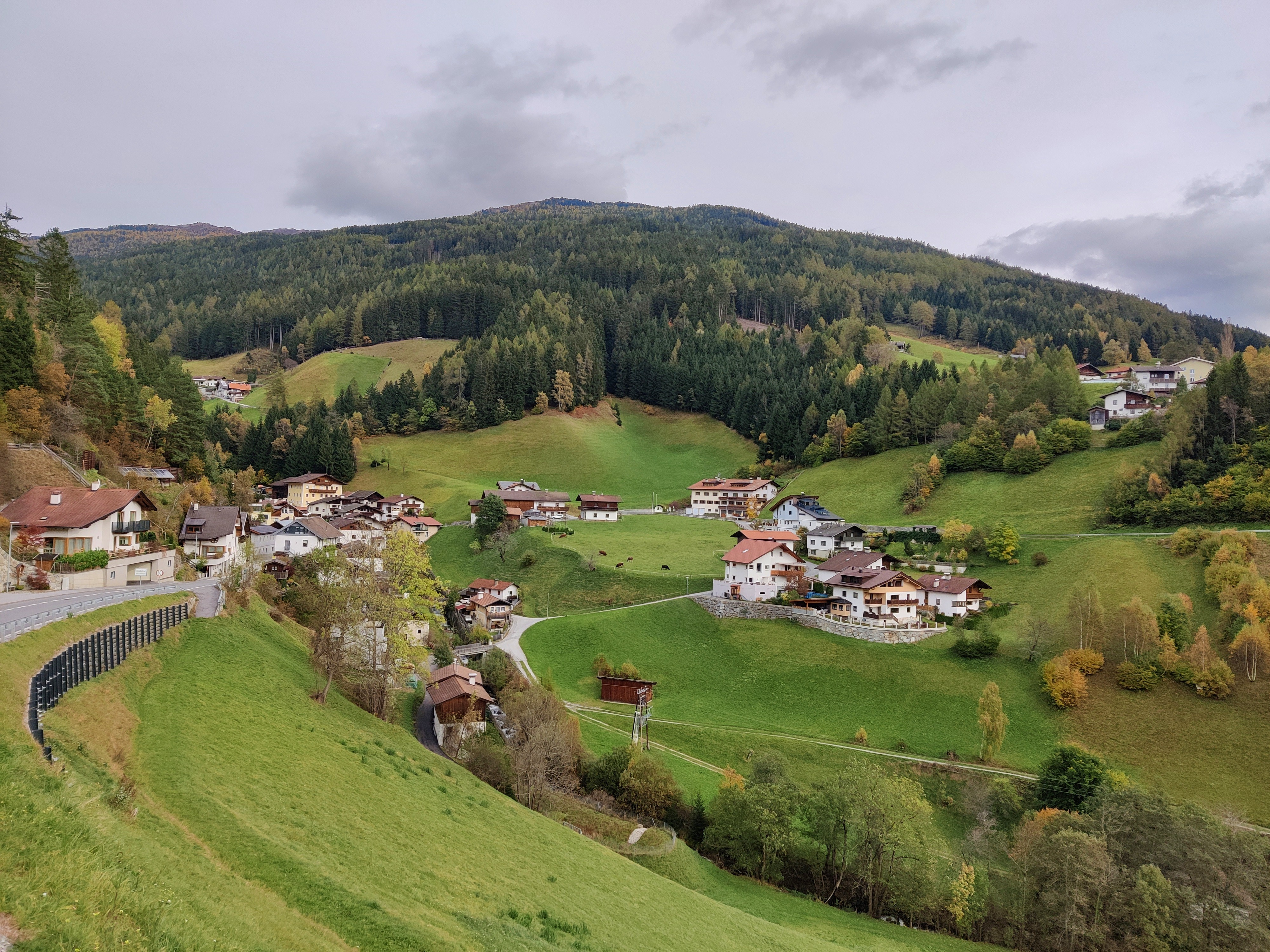
Ortsteil Mühltal

Der Viggarbach, auch Mühltaler Bach oder Mühlbach, entspringt dem Blauen See und durchfließt das Viggartal in den Tuxer Alpen in nord- bis südwestlicher Richtung und mündet unterhalb von Ellbögen in die Sill. Der Bach hat eine Länge von 10 Kilometern.
Das reißende Bächlein behält in seinem gesamten Lauf die Gewässergüteklasse I und ist besonders gefährlich bei Hochwasser und starkem Regen. Da umliegende Gemeinden jedoch etwas weiter vom Gewässer entfernt sind, besteht weniger Gefahr für Wohnsiedlungen. 
In einer Urkunde von 1344 erscheint der Name des Tals als Vakkär. Der Name kommt von lateinisch vaccaria ‚Kuhalm‘. Man benutzte die Freiflächen im Tal einst als Weidealm fürs Vieh.
Der Blaue See bildet den Ursprung des Viggarbaches, hat eine Fläche von ca. 0,79 ha und Gewässergüteklasse I. 